# Podróż Allena Strange
Podróż Allena Strange (ang. The Journey of Allen Strange) – amerykański serial fabularny emitowany w Nickelodeon. W Polsce serial pojawił się na kanale Fantastic.

## Postacie

### Główne
- Allen Strange

## Odcinki
- Wyprodukowano 57 odcinków w 3 sezonach.
- Premiera serialu w Polsce:
  - Fantastic:
    - sezony 1-3 - 2000 r.

### Sezon 1
| #  | Tytuł          |
| -- | -------------- |
| 1  | "Arrival"      |
| 2  | "Entry"        |
| 3  | "Space"        |
| 4  | "Gronpoly"     |
| 5  | "Starwalk"     |
| 6  | "The Visit"    |
| 7  | "Battle"       |
| 8  | "The Guardian" |
| 9  | "Collision"    |
| 10 | "Compute"      |
| 11 | "Rescue"       |
| 12 | "Home"         |
| 13 | "Home"         |

### Sezon 2
| #  | Tytuł                   |
| -- | ----------------------- |
| 14 | "Passage"               |
| 15 | "The Day of the Beagle" |
| 16 | "Haunted"               |
| 17 | "Pride of the Dolphin"  |
| 18 | "Strange Culture"       |
| 19 | "Two for the Road"      |
| 20 | "The Broken Puzzle"     |
| 21 | "Portal"                |
| 22 | "Portal"                |
| 23 | "The Truth About Lies"  |
| 24 | "A Room of My Own"      |
| 25 | "Cash Crunch"           |
| 26 | "Father & Son"          |
| 27 | "A New Leaf"            |
| 28 | "Secret of the Deep"    |
| 29 | "Dances with Moose"     |
| 30 | "Baby on Board"         |
| 31 | "Eye of a Stranger"     |
| 32 | "Unmasked!"             |
| 33 | "Fast Friends"          |
| 34 | "Space Bugs"            |
| 35 | "All Apologies"         |
| 36 | "Strike Out"            |
| 37 | "Down the Tube"         |
| 38 | "Bust a Move"           |
| 39 | "Shadows in the Sky     |

### Sezon 3
| #  | Tytuł                      |
| -- | -------------------------- |
| 40 | "First Day of School"      |
| 41 | "Split Decision"           |
| 42 | "Mother and Child Reunion" |
| 43 | "Twist of Fate"            |
| 44 | "As the Millennium Turns"  |
| 45 | "A Day at the Races"       |
| 46 | "Hamilton's Missing"       |
| 47 | "Science Friction"         |
| 48 | "Blue-Up"                  |
| 49 | "Out on a Limb"            |
| 50 | "A Burp in Time"           |
| 51 | "Love Stinks"              |
| 52 | "Allen on TV"              |
| 53 | "Out to Lunch"             |
| 54 | "Bringing Up Baby"         |
| 55 | "Heroes"                   |
| 56 | "Life of the Party"        |
| 57 | "Message from Beyond"      |